# Vidràdne (Bakhtxissarai)
|  | Per a altres significats, vegeu «Vidràdne». |

Vidràdne (en (ucraïnès): Відрадне, en rus: Отрадное) és un poble de la República Autònoma de Crimea a Ucraïna, que el 2014 tenia 826 habitants. Pertany al districte de Bakhtxissarai. Fins al 1945 la vila es deia Khanixkoi.

## Població
Segons les dades del 2001 la composició de la població de la vila d'Otràdnoie d'acord amb la llengua que empren és la següent:
| Llengua  | %     |
| -------- | ----- |
| Rus      | 74,57 |
| Tàtar    | 15,28 |
| Ucraïnès | 8,44  |
| Altres   | 0,45  |